# واسيني امبارك
واسيني امبارك، هو ممثل فرانسي - جزائري، ولد في 10 سبتمبر 1980 في نانتير.

## سيرة شخصية
ولد واسيني امبارك في عائلة جزائرية، وبدأ حياته المهنية في سن الرابعة عشرة، حيث لعب دور شقيق سامي بوعجيلة الصغير في فيلم وداعًا لكريم دريدي، وهو فيلم عُرض في مهرجان كان السينمائي في قسم جائزة نظرة ما. بعد البكالوريا، تخلى عن دراسته وتعلم المسرح برفقة مسرح نانتير السفلى
بعد ظهوره عدة مرات على الشاشة الكبيرة والصغيرة، على وجه الخصوص، في Le Plus Beau Métier du monde لـGérard Lauzier، أو Je suis né d'une cigogne لـTony Gatlif أو Baise-moi أو في سلسلة Les Bœuf-carrottes، فقد فاز أول دور رئيسي في Café de la plage لـ بينوا غرافين حيث لعب دور إدريس، وهو شاب من طنجة يصادق رجل عجوز مخيف. دور أكسبه جائزة أحسن ممثل في مهرجان سوتشي السينمائي  في روسيا.
ظهر بجانب نيك نولت في الإنتاج الأمريكي الرجل من الريفييرا لنيل جوردان. في عام 2004، لعب دور كبير جديد في À tout de suite لـبانو جاكوت، حيث لعب دور سي محمد البدوي المدعو بادا، وهو عضو في عصابة البوستيش التي تختطف فيها برجوازية شابة لعبت دورها أيسيلد لي بيسكو، ثم في العام التالي، في فيلم ليلة 17 أكتوبر السوداء1961  للمخرج آلان تاسما (الذي سيُعرض في دور السينما بعد بضعة أشهر من بثه المتلفز)، حيث يلعب دور شاب جزائري يستعد للحصول على شهادة الدراسات الأولية، ضحية المذبحة الرهيبة التي وقعت في 17 أكتوبر 1961 من قبل الشرطة الفرنسية خلال مظاهرة للجزائريين نظمها في باريس فيداريلية جبهة التحرير الوطني في فرنسا.

## فيلموغرافيا

### سينما
- 1994 : وداعا لكريم الدريدي : مولود
- 1996 : أجمل مهنة في العالم لجيرار لوزير : مولود
- 1997 السادة أبناء بيير بوترون : نور الدين قادر عندما كان طفلاً
- 1997 : مباشرة في الحائط لـبيير ريتشارد : المظهر
- 1999 : ولدت من طائر اللقلق لـطوني جاتليف : علي
- 1999 : قبلني لـفيرجيني ديسبينتس وكورالي ترينه تي: رضوان
- 2000 : توتال ويسترن لـإريك روشانت : عزيز
- 2000 : تصرف وكأنني لم أكن هناك لـأوليفييه جهان : كريم
- 2001 : مقهى الشاطئ - بينوا غرافين : إدريس
- 2002 : 3 أصفار لـفابيان أونتينينت : علي
- 2002 : لوم دو لا ريفييرا ( اللص الطيب ) لنيل جوردان : سعيد
- 2003 : التناضح لـرافائيل فيتو : بائع الأحذية
- 2003 :Le Soleil assassiné لـعبد الكريم بهلول : بلقاسم
- 2004 : أراك قريبًا من بانو جاكوت : بادا
- 2004 : لو كونفوايور لنيكولا بو خريف : أليكس
- 2004 : فيرجيل لـمبروك المشري : الزبون اليوناني
- 2005 : ليلة 17 أكتوبر 1961 السوداء لـAlain Tasma : Abde
- 2005 : الحياة الخاصة لزينا موديانو : سفيان
- 2012 : الجنة المفقودة لـأي ديبواز : أكيم

### أفلام قصيرة
- 2000 :جيل كتر لـمبروك المشري
- 2000 : 24/24 لبرتراند إلورد وأنطوان رايمبولت : الشاب
- 2002 :Concours de circonstance مبروك المشري
- 2003 : ليلة سعيدة أو النوم في السيارة - جان بول سالومي : منير
- 2005 : الصباح الباكر لـXavier Gens : فريد
- 2010 : أمستردام لـفيليب إتيان : حكيم
- 2011 : La Part de Franck لـDominique Baumard : مليك
- 2013 وداعا حزن رومان لاجونا : مراد

## التلفاز

### تلفزيون اند أفلام
- 2001 : غباء كبير لـ Olivier Péray : Tanker
- 2003 : شذوذ مؤقت لـنادية فارس : ناصر
- 2007 : حياة جديدة لستيفان كورك : كريم
- 2010 : ليس بهذه البساطة لـرشيدة كريم : سمير

### سلسلة
- 1997 : Les Bœuf-carottes، حلقة La Manière forte للميشيل فياني : سليمان
- 1998 : Le Bahut، حلقة La Fugue en Mineure للمخرج Michaëla Watteaux : أمين
- 1999 : الملفات: المفقودون، حلقة إلودي لباولو برزمان : حسين
- 2009 : PJ أربع حلقات : شارلي
- 2020 : The Eddy، الذي أنشأه Jack Thorne : Paplar

## الجوائز والترشيحات
- 2002 : جائزة أفضل ممثل في مهرجان سوتشي السينمائي في روسيا عن فيلم Café de la plage للمخرج Benoît Graffin
- 2011 : ترشيح أفضل أمل شاب في مهرجان جان كارميت في مولين، عن فيلم La Part de Franck لـDominique Baumard

## روابط خارجية
- واسيني امبارك في قاعدة بيانات الأفلام على الإنترنت
- Ouassini Embarek على CinéArtistes
- Ouassini Embarek
- Ouassini Embarek على UniFrance